# Famille de Finance
La famille de Finance est une famille subsistante de la noblesse française, de noblesse d'extraction, originaire de Lorraine.

## Historique
La famille de Finance, originaire des Vosges, est une ancienne famille de gentilshommes-verriers.
Jacob de Finance obtint, en 1480, la concession de la verrerie des Onzaines à Hadigny-les-Verrières (Vosges), et fut autorisé en 1492, par lettres patentes du duc de Lorraine, à exercer la profession de verrier et à jouir des avantages qui y étaient attachés. Il possédait dans la forêt de Darney (Vosges) l'importante verrerie de Brisécuelle.
La filiation suivie remonte à Gérard de Finance dont la femme Jeanne est mentionnée dans un acte du 15 février 1553 et dont les fils furent autorisés en 1555 à posséder une verrerie et furent inscrits en 1577 dans le registre des nobles de Lorraine et Barrois dressé par Didier Richer, poursuivant d'armes du duc Charles III de Lorraine.
Deux de ses fils, Sébastien et Gérard, furent les auteurs de deux grandes lignées qui se sont perpétuées jusqu'à nos jours.

### Lignée ainée
Branches en Nivernais, Yonne, puis Bourbonnais.
Thierry de Finance est le premier de la famille qui s'installe en Nivernais, puis à Saint-Nicolas-des-Biefs dans la Montagne bourbonnaise, dans le second quart du XVIIe siècle. D'autres familles de gentilshommes verriers de Lorraine arrivent vers la même époque en Nivernais, comme les familles du Houx ou d'Hennezel.
M. de Finance de Clairbois fut convoqué en 1789 aux assemblées de la noblesse du Bourbonnais.

### Lignée cadette
Cette branche s'établit dans l'Argonne (Meuse).
Charles-Louis de Finance, né en 1749 à La Challade, près de Verdun, épousa Agnès de Julliot.
Leur fils Louis de Finance de Valcourt, né en 1788 à La Harazée, près de Sainte-Menehould, directeur des Postes à Albi, se fixa à Toulouse.
Charles-Joseph de Finance d'Arzillemont, sgr de Marcy et Tignecourt, et Léopold de Finance, sgr en partie de Lichecourt, prirent part en 1789 aux assemblées de la noblesse du bailliage de la Marche en Lorraine.
François et Charles de Finance de Launois prirent part à celles tenues à Clermont-en-Argonne.

### Subsistance
Elle a été admise à l'Association d'entraide de la noblesse française en 1970. La famille de Finance subsiste dans ses branches de Clairbois et d'Attigny.

## Personnalités
- Pierre de Finance (1766-1850), page du roi Louis XVI, entre en service le 01/10/1784 comme sous-lieutenant au Bataillon de Chasseurs du Gévaudan, passe au 10e Régiment d'Infanterie  en 1788. Puis il émigre le 23 juin 1791 et sert en 1792 dans l'Armée des Princes, en 1793 dans l'Armée de Condé où il parvient au grade de chef d'escouade dans la 8e Compagnie de Chasseurs Nobles en 1795, puis au Régiment de Damas. Licencié le 15 février 1801, il revient en France et il est nommé capitaine d'infanterie[5].
- Joseph de Finance de Clairbois (1904-2000), philosophe et théologien jésuite.
- Jacques de Finance d'Attigny (1910-1995), Commissaire général de brigade aérienne français.

## Armes
D'azur à trois cloches tympannées d'argent, 2 & 1[réf. nécessaire]

## Verreries exploitées
- verrerie de Francougney, en Lorraine
- verrerie de Clercy
- verrerie de Saint-Nicolas-des-Biefs, Allier
- verrerie de la Varenne
- verrerie d'Apponay (Remilly-Lenty (58)) Nivernais
- verrerie de Sappey, La Balme sur Cerdon, Ain